# Qusar
Qusar (pronuncia azero Qusar, in lesgo Кцlар) è una città dell'Azerbaigian, capoluogo dell'omonimo distretto. La città è situata nel Gran Caucaso, vicino al confine con la Russia.